# Universität Singidunum
Die Universität Singidunum (serbisch-kyrillisch Универзитет Сингидунум Univerzitet Singidunum) ist eine private Universität in Belgrad, Serbien. Sie wurde 2005 gegründet und gliedert sich heute in acht Fakultäten.
Die Universität führt ein gemeinsames Masterprogramm mit der Universität Lincoln in Kalifornien. Mit dem British Council und dem Instituto Cervantes besteht eine Zusammenarbeit für Kurse zu den Sprachen Englisch und Spanisch.
Derzeit studieren etwa 10.000 Studenten an den acht Fakultäten und zwei Hochschulen der Universität Singidunum.

## Fakultäten und Hochschulen
- Fakultät für Unternehmen, Belgrad
- Fakultät für Informatik und Management
- Fakultät für Tourismus- und Hotelmanagement
- Fakultät für Wirtschaft, Finanzen und Administration
- Fakultät für Medien und Kommunikation
- Fakultät für Angewandte Ökologie
- Fakultät für Unternehmen, Valjevo
- Fakultät für Rechtspolitik, Sremska Kamenica